# Lasioglossum hirashimae
Lasioglossum hirashimae là một loài Hymenoptera trong họ Halictidae. Loài này được Ebmer & Sakagami mô tả khoa học năm 1977.